# Pierre-Louis de Muyser
Pour les articles homonymes, voir Muyser.
Pierre-Louis de Muyser est un homme de lettres, traducteur, grand résistant ayant fondé un journal clandestin durant l'occupation, fondateur de la revue littéraire Marginales